# Grabowiec (stacja towarowa)
Grabowiec – zlikwidowana wąskotorowa towarowa stacja kolejowa we wsi Bronisławka, w województwie lubelskim, w Polsce.